# Back To Back
Back to Back és una pel·lícula d'acció estatunidenca dirigida per John Kincade el 1989.

## Argument
A les altes muntanyes Superstition d'Arizona, una partida de diners del banc robat estava amagat des de la dècada de 1960. L'advocat de Los Angeles Bill Paxton, pare del guarda de seguretat (David Michael-Standing) que va ser responsable del robatori i l'únic supervivent quan el seu vehicle blindat va caure en una emboscada cerca testimonis per tal de netejar el nom del seu pare. Treballant a partir de les notes del seu difunt pare, Paxton i el seu germà Todd Field -deficient mental- intenten reconstruir el delicte i recuperar el botí. Expressant una fascinació desmesurada pels esforços de Paxton hi ha la misteriosa autostopista Apollonia Kotero, així com xèrif local Luke Askew, el germà del qual va ser assassinat durant el robatori.
Moltes veritats ocultes i foscos secrets emergeixen enfrontament final amb sang a les muntanyes. Totes les proves indiquen que el director John Kincade pretenia amb  Back to Back  fer un homenatge al cineasta Sam Peckinpah, com ho demostra la presència de Ben Johnson en un paper principal.

## Repartiment
- Bill Paxton
- Todd Field
- Apollonia Kotero
- Luke Askew
- Ben Johnson